# تازه‌آباد بستان‌خیل
تازه آباد بستان خیل، روستایی است از توابع بخش مرکزی شهرستان نکا در استان مازندران ایران.

## جمعیت
این روستا در دهستان قره‌طغان قرار دارد و براساس سرشماری مرکز آمار ایران در سال ۱۳۸۵، جمعیت آن ۳۵۷ نفر (۸۱خانوار) بوده‌است. مردم تازه آباد بستان خیل از قومیت طبری هستند. مردم تازه آباد بستان خیل به زبان طبری (مازندرانی) سخن میگویند.